# Castelo de Skipness

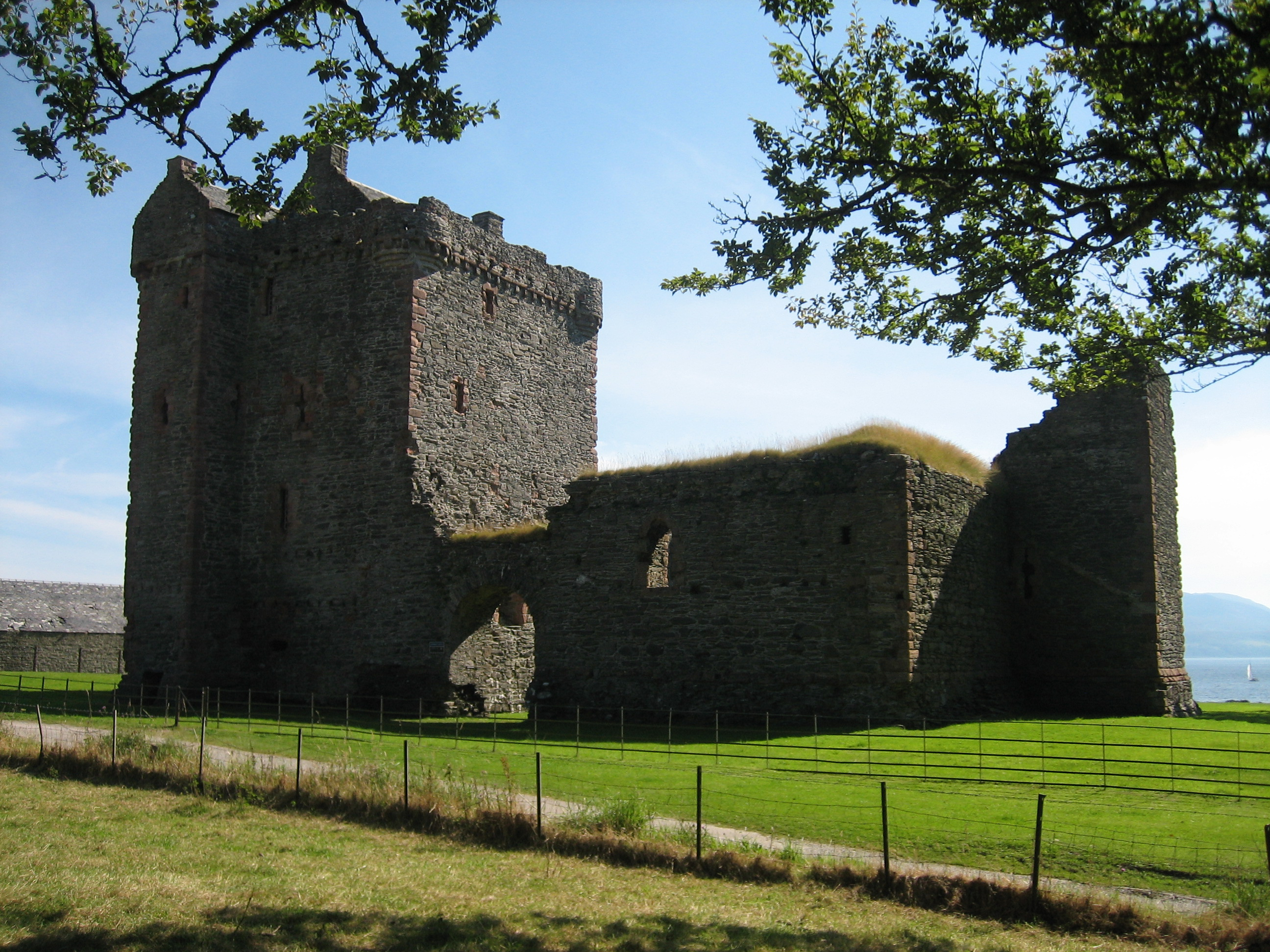
Castelo de Skipness, Escócia.

O Castelo de Skipness localiza-se no lado oriental da península de Kintyre, próximo da vila de Skipness, na Escócia.

## História
O corpo principal do castelo remonta ao início do século XII, erguido pelo clã MacSween, com acréscimos nos séculos XIII, XIV e XVI.
Foi abandonado no decorrer do século XVII.
Encontra-se classificado na categoria "A" do "listed building" desde 20 de julho de 1971.